# Mitrovići (Federacja Bośni i Hercegowiny)
Mitrovići – wieś w Bośni i Hercegowinie, w Federacji Bośni i Hercegowiny, w kantonie zenicko-dobojskim, w gminie Zavidovići. W 2013 roku liczyła 3 mieszkańców, z czego większość stanowili Serbowie.